# Martin Martinez (attore)
Martin Mequelhin Martinez (Sacramento, 12 agosto 2000) è un attore e modello statunitense.

## Biografia

### Primi anni
Martinez è nato il 12 agosto 2000 a Sacramento in California. Non ha avuto un'infanzia facile, entrando ed uscendo continuamente da case famiglia.

### Carriera
Membro di un coro itinerante al liceo, iniziò a provare interesse per l'industria dello spettacolo. Il gruppo si è esibito con Foreigner nel 2014.
All'età di quindici anni Martinez iniziò a lavorare come modello.
Contattato da un manager tramite Instagram, Martinez fece alcuni provini per Spider-Man: Homecoming e Riverdale, non venendo però scritturato. In seguito decise di trasferirsi a Los Angeles per dedicarsi interamente alla recitazione.
Ha esordito come attore nel 2016 nel cortometraggio En Camino a La Gloria. In seguito ha recitato in diverse serie televisive col nome d'arte Martin Lion, successivamente cambiato in Martin Martinez. Nel 2018 ha recitato nel suo primo film cinematografico, In viaggio con Flora, accanto a Jenna Ortega, Rhea Perlman e David Arquette.
Tra le varie serie televisive in cui ha recitato vanno ricordate The Real O'Neals, The Fosters, Shameless, Light as a Feather, Runaways, Chicago P.D., Non ho mai..., NCIS: Hawai'i e Magnum P.I..

## Filmografia

### Cinema
- En Camino a La Gloria, regia di James A. Diaz - cortometraggio (2016) Uscito in home video
- In viaggio con Flora (Saving Flora), regia di Mark Drury Taylor (2018)
- Tenderfoot, regia di Harrison Misfeldt - cortometraggio (2019)
- The Wedding Year, regia di Robert Luketic (2019)
- Vera Os, regia di Gene Aversa - cortometraggio (2020)

### Televisione
- The Real O'Neals – serie TV, 1 episodio (2016)
- The Fosters – serie TV, 1 episodio (2017)
- Shameless – serie TV, 2 episodi (2017)
- Kevin ^ProbablySaves the World – serie TV, 1 episodio (2018)
- Light as a Feather – serie TV, 1 episodio (2018)
- Station 19 – serie TV, 1 episodio (2018)
- Runaways – serie TV, 2 episodi (2019)
- Non ho mai... (Never Have I Ever) – serie TV, 6 episodi (2020-2021)
- Chicago P.D. – serie TV, 1 episodio (2021)
- NCIS: Hawai'i – serie TV, 1 episodio (2021)
- Magnum P.I. – serie TV, 12 episodi (2021-2023)
- Pachinko - La moglie coreana (Pachinko) – serie TV, 2 episodi (2022)
- Primo – serie TV, 8 episodi (2023)
- The Walking Dead: Daryl Dixon – serie TV, 1 episodio (2023)
- Law & Order - Unità vittime speciali (Law & Order: Special Victims Unit) – serie TV, 1 episodio (2024)
- Criminal Minds – serie TV, episodio 17x02 (2024)

## Doppiatori italiani
Nelle versioni in italiano delle opere in cui ha recitato, Martin Martinez è stato doppiato da:
- Lorenzo Del Romano in Magnum P.I
- Alex Polidori in In viaggio con Flora